# Верано
Верано (італ. Verano) — муніципалітет в Італії, у регіоні Трентіно-Альто-Адідже,  провінція Больцано.
Верано розташоване на відстані близько 540 км на північ від Рима, 60 км на північ від Тренто, 15 км на північний захід від Больцано.
Населення — 941 особа (2014).
Щорічний фестиваль відбувається 6 грудня. Покровитель — Святий Микола.

## Демографія
Населення за роками:

Станом на 1 січня 2023 року в муніципалітеті офіційно проживало 36 іноземців з 10 країн, серед них 23 громадяни країн Євросоюзу.

## Сусідні муніципалітети
- Авеленго
- Мельтіна
- Мерано
- Посталь
- Сарентіно